# Emilio Boggio

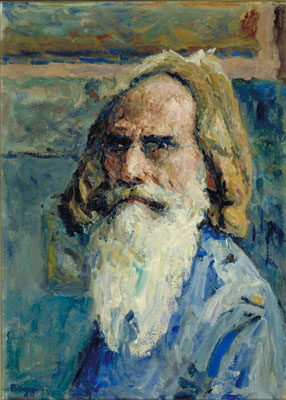
Emilio Boggio: Selbstbildnis

Emilio Boggio auch Émile Boggio (* 21. Mai 1857 in La Guaira; † 7. Juni 1920 in Auvers-sur-Oise) war ein venezolanischer Maler. Er lebte seit seiner Kindheit überwiegend in Frankreich, wo er auch seine künstlerische Ausbildung erhielt. In seinem Werk, zu dem Porträts, Interieurs, Stillleben und vor allem Landschaftsbilder gehören, orientierte er sich zunächst an der Akademischen Kunst, bevor er sich um 1900 dem Impressionismus, Symbolismus und Pointillismus zuwandte. Geprägt von der Bewunderung für Vincent van Gogh zeigt Boggios Spätwerk zudem auch expressionistische Züge. In Venezuela gilt er als Pionier des Impressionismus und seine Werke sind vor allem in den Museen seines Heimatlandes, darunter ein ihm gewidmetes Museum in Caracas, zu finden.

## Leben und Werk
Emilio Boggio kam 1857 in der venezolanischen Hafenstadt La Guaira zur Welt. Sein Vater Juan S. Boggio leitete ein Handelsunternehmen und hatte italienische Vorfahren, die Familie von Emilio Boggios Mutter, Maria Josefa Zelie Dupuy, stammte aus Frankreich. 1864 kam Boggio als Siebenjähriger mit seiner Familie nach Paris und absolvierte bis 1870 seine Schulausbildung am Lycée Michelet. 1873 kehrte er nach Venezuela zurück und arbeitete dort bis 1877 im elterlichen Geschäft. Anschließend ging er erneut nach Paris und schrieb sich an der Académie Julian ein, wo er bis 1883 bei dem Historienmaler Jean-Paul Laurens Malerei studierte. Hier lernte er um 1883 den Maler Henri Martin kennen, mit dem er sich anfreundete und der ihn später in seiner Arbeit beeinflusste. Bei Laurens studierten ebenfalls die aus Venezuela stammenden Maler Cristóbal Rojas und Arturo Michelena, die ebenso zu Boggios Freundeskreis gehörten.

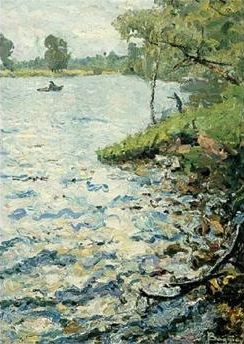
Emilio Boggio: Bords de l’Oise à Chaponval, 1913

Zusammen mit Henri Martin unternahm Boggio 1885 eine Studienreise nach Italien. Im Salon des artistes français debütierte er 1887 mit dem Gemälde Portrait de femme (Damenbildnis) und nahm fortan jährlich an diesen Ausstellungen teil. Im Folgejahr erhielt er dort für die Qualität seine Bilder eine lobende Erwähnung. Auf der Pariser Weltausstellung von 1889 wurde er für seine Arbeiten mit einer Bronzemedaille geehrt. Neben der Malerei widmete sich Boggio auch der Karikatur und beteiligte sich 1892 an der Karikaturistenausstellung im Salon Blanc et Noir.

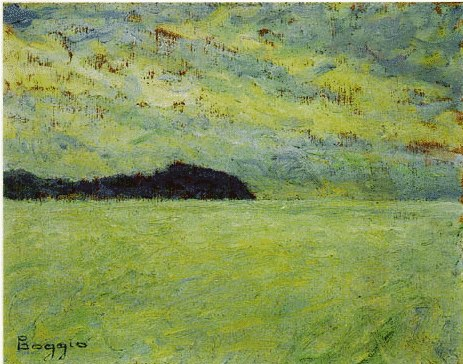
Emilio Boggio: Ciel gris sur la mer, 1908

Neben Porträts und Interieurs im akademischen Stil nach Vorbild seines Lehrers Laurens gehören in seinem Frühwerk häufig biblische Themen, wie etwa das 1894 ausgestellte Gemälde Tod der heiligen Elisabeth, zu seinen Motiven. Zudem zeigen Werke wie die Kompositionen Vers la gloire (ausgestellt im Salon des artistes français 1897) Anklänge an den Symbolismus im Stil von Pierre Puvis de Chavannes aufweisen. Der Salon des artistes français von 1899 brachte ihm eine Medaille zweiter Klasse und die Auszeichnung hors concours (außer Konkurrenz) ein. Hierdurch wurde ihm die Teilnahme an der Ausstellung Hundert Jahre Französische Kunst, die während der Pariser Weltausstellung im Jahr 1900 stattfand und bei der er mit einer Silbermedaille ausgezeichnet wurde. Zu dieser Zeit lernte er die Maler Claude Monet und Camille Pissarro kennen, die seinen Malstil hin zum Impressionismus beeinflussten. sodass sich in seinen Arbeiten besonders gelungene Darstellungen der Lichtverhältnisse zu finden sind. Neben en plein air gemalten Landschaftsbildern und Blumenstücken entstehen Anfang des Jahrhunderts schwermütigen Stimmungsbilder wie Soir d’orage (Salon des artistes français 1901), La neige est triste (Salon des artistes français 1902) und Temps lourd (Salon des artistes français 1903). Im Œuvre des Künstlers finden darüber hinaus sich mehrfach Parisansichten, wie das 1906 entstandene Gemälde Vista de París desde Montmartre. Er beteiligte sich 1903 am ersten Salon d’Automne und nahm bis 1918 jährlich an diesen Ausstellungen teil.

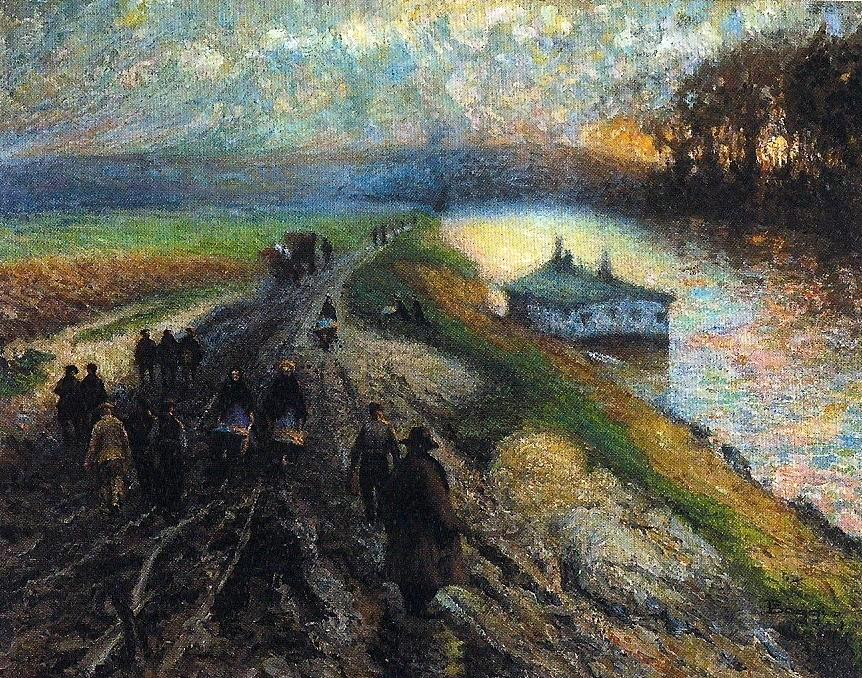
Emilio Boggio: Fin de la Jornada, 1912

Boggio lebte Anfang des 20. Jahrhunderts einige Zeit in Enghien bei Paris, wo Raymond Thibesart sein Schüler war. Gemeinsam mit Thibesart und Henri Martin, der wie Boggio italienische Vorfahren hatte, reiste er 1907 nach Italien, wo sie bis 1909 blieben. Während des Aufenthaltes entstanden eine große Zahl an Meeresansichten. Während sich die Malweise Boggios durch den Einfluss Martins im Stil seiner Zeitgenossen Georges Seurat und Paul Signac in Richtung Pointillismus entwickelte, wandelte sich nach seiner Rückkehr aus Italien seine künstlerische Ausdrucksweise erneut. Boggio orientierte sich verstärkt am expressionistischen Werk des 20 Jahre zuvor verstorbenen niederländischen Malers Vincent van Gogh. So zeigt eines von Boggios bekanntesten Werken, das 1912 an der Oise entstandene Gemälde Fin de la Jornada (Am Ende des Tages), deutliche Bezüge zu den Bildern van Goghs, die 1888 an der Rhone in Arles entstanden sind. Die Bewunderung Boggios für van Gogh geht so weit, dass er sich 1910 am letzten Wohnort des Niederländers in Auvers-sur-Oise niederlässt und dort die Villa Rustique bezieht. Etwa in dieser Zeit interessierte sich Boggio auch für sozialistische Ideen und er freundete sich mit dem Mitbegründer der Zeitung L’Humanité, Jean Jaurès, an.
Ein letztes Mal kehrte Boggio 1919 in seine Heimat Venezuela zurück. Die Academia de Bellas Artes de Caracas veranstaltete eine Ausstellung mit 53 Gemälden von Emilio Boggio, die dieser aus Frankreich mitgebracht hatte. Diese Ausstellung trug wesentlich zur Entwicklung der modernen Malerei in Venezuela bei und namhafte Künstler wie Armando Reverón, Federico Brandt  und Manuel Cabré wurden vom Werk postimpressionistischen Werk Boggios beeinflusst.
Bis kurz vor seinem Tod war Boggio als Maler aktiv. In seinen letzten Lebensjahren wählte er wie beim 1920 entstandenen Bild Vue de l’Oise des Hauteurs de Valhermeil en Hiver häufig das Tal der Oise als Motiv für seine Bilder. Emilio Boggio starb 1920 im Alter von 63 Jahren in Auvers-sur-Oise. Sein Grab befindet sich auf dem örtlichen Cimetière d’Auvers-sur-Oise, auf dem auch sein Vorbild van Gogh bestattet ist.
Der Galerist Georges Petit organisierte 1925 in Paris eine Retrospektive mit Boggios Arbeiten. Danach geriet das Werk Boggios fast sechzig Jahre in Vergessenheit. Dies änderte sich 1973, als das Concejo Municipal del Distrito Federal die Sammlung Baptistin Rinaldi erwarb. Rinaldi hatte aus dem ehemaligen Besitz der Ehefrau und der Kinder Boggios, neben persönliche Gegenständen und Fotos, vor allem eine Sammlung von 77 Ölgemälden und 556 Zeichnungen des Künstlers erworben. Diese Sammlung bildete den Grundstock für das später in Caracas begründete Museo Emilio Boggio. Zum 125sten Geburtstag Emilio Boggios veranstaltete die Gobernación del Distrito Federal in Zusammenarbeit mit der Galería de Arte Nacional 1982 eine große Retrospektive in Caracas. Boggios Werke finden sich heute außer im Museo Emilio Boggio in anderen venezolanischen Sammlungen wie dem Museo Municipal de Venezuela (Mpal), der Galería de Arte Nacional, und dem Museo de Bellas Artes de Caracas. Außerdem gehören seine Werke zur Ausstattung des Salón de los Embajadores im Präsidentenpalast La Casona. In Frankreich zeigen das Musée Louis Senlecq in L’Isle-Adam und das Musée d’Art et d’Histoire Pissarro-Pontoise in Pontoise Werke von Emilio Boggio.